# Angara Airlines
Angara Airlines (del ruso: ЗАО «Авиакомпания «Ангара») es una aerolínea con base en Irkutsk, Rusia. Establecida en 2000, opera servicios regulares y chárter regionales en nombre de su dueño, la fábrica de aviones Irkut Corporation, desde el Aeropuerto Internacional de Irkutsk.

## Flota
A marzo el año 2015 la flota de Angara Airlines se compone de 18 aviones y 15 helicópteros:

## Accidentes e incidentes

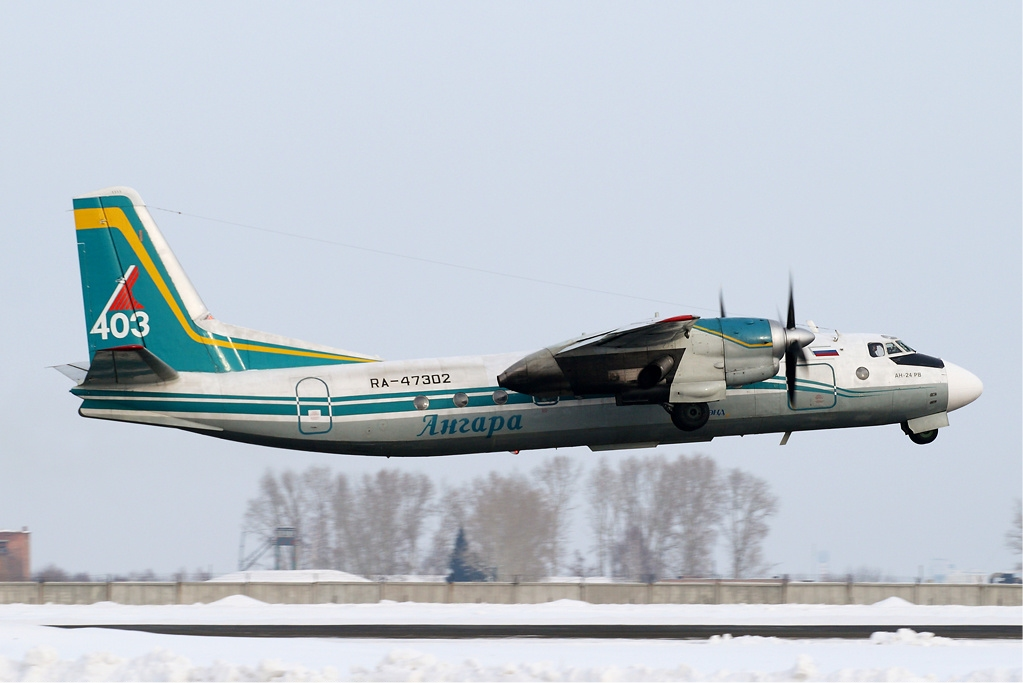
El Antonov An-24RV accidentado en 2011

- El 11 de julio de 2011, el vuelo 5007 entre el Aeropuerto de Tomsk-Bogashevo y el Aeropuerto Internacional de Surgut, operado por un Antonov An-24 sufrió un incendio en los motores durante el vuelo. A pesar de que se hizo un intento para desviarse al Aeropuerto de Nizhnevartovsk, la aeronave se estrelló en el Río Obi a unos 30 Kilómetros del aeropuerto. Al menos cinco personas murieron y la aeronave fue dada de baja.[5]